# 特電
『特電』（とくでん）は、2009年3月28日まで名古屋テレビ（メ〜テレ）で放送されていた広報番組である。その後も2009年4月4日から2014年3月30日まで『ウルうる』と題して放送され、2014年3月31日から『宣伝部員ウルフィ』（せんでんぶいんウルフィ）と題して放送されている。

## 概要
メ〜テレが主催・協賛・後援しているイベントのスポットCMをまとめて放送していたミニ番組。改編ごとに放送曜日が増えていき、最終的に日曜以外の週6日間毎日放送されるようになった。特電とは「特別電話予約」の略であり、他にもテレビ朝日で不定期放送されている『ベストヒットLIVE特電SP』のようにイベント関連用語として使われている例がある。
紹介イベントのチケット購入・問い合わせ用の電話番号は、基本的にスポットCMに入っている番号と同じだったが、稀にこの番組だけのために“特電”が設定される場合もある。メ〜テレが特に力を入れているイベントに関しては、より詳細な説明VTRを制作して流す場合があった。また、メ〜テレのアナウンサーが出演してイベントの説明をする場合もあった。
画面右上には「特電」のロゴがマスコットキャラクターのウルフィとともに表示されていた。しかし、スポットCMはこのテロップ表示に対応しておらず、テロップが邪魔になる場合には一時的に表示していなかった。このロゴでは「特電」の漢字にある点を、メ〜テレの正式名称「名古屋テレビ」のビで使用されている雷マークにしている。